# 에르네스트 마부카
에르네스트 올리비에 비에누 마부카 마수시(프랑스어: Ernest Olivier Bienvenu Mabouka Massoussi, 1988년 6월 16일 ~ )는 카메룬의 전 프로 축구 선수로 현역 시절 오른쪽 수비수로 뛰었다.

## 클럽 경력

### 질리나
2010-11 슬로바키아 컵 8강 2차전 타트란 립토프스키 미쿨라스와의 경기에서 MŠK 질리나 데뷔 전을 치렀다.

### 마카비 하이파
마부카는 2017년 7월 9일 마카비 하이파와 계약했고 2019년 11월 4일 하포엘 텔아비브와의 경기에서 92분에 마카비 하이파의 첫 골을 기록했다.
2021년 5월 30일, 이스라엘 프리미어리그 우승을 차지했다. 마카비 하이파가 시즌 종료 후 재계약을 하지 않기로 결정하면서 마부카는 자유계약선수가 되었다.

## 국가대표팀 경력
마부카는 2017년 아프리카 네이션스컵을 위해 카메룬 국가대표팀에 차출되어 2017년 1월 5일 콩고 민주 공화국과의 대회 전 친선 경기에서 데뷔 전을 치렀다.